# Campeonato FIBA Américas Femenino Sub-16
El Campeonato FIBA Américas Femenino Sub-16 es el campeonato de baloncesto femenino para selecciones nacionales femeninas con jugadoras menores de 16 años de edad del continente americano organizado por FIBA Américas de la Federación Internacional de Baloncesto. El evento comenzó en 2009 y se celebra cada dos años. Las cuatro mejores selecciones compiten en el Campeonato Mundial de Baloncesto Femenino Sub-17.

## Ediciones
| 2009 | México · (México, D. F.) | Estados Unidos | 103 - 52     | Canadá | Argentina      | 64 - 47 | Brasil      |
| 2011 | México · (Mérida)        | Estados Unidos | 73 - 40      | Brasil | Canadá         | 53 - 36 | Puerto Rico |
| 2013 | México · (Cancún)        | Estados Unidos | 82 - 48      | Canadá | Brasil         | 70 - 56 | México      |
| 2015 | México · (Puebla)        | Canadá         | 72 - 71 T.E. | Brasil | Estados Unidos | 81 - 24 | México      |
| 2017 | Argentina (Buenos Aires) | Estados Unidos | 91 - 46      | Canadá | Argentina      | 59 - 52 | Colombia    |
| 2019 | Chile · (Puerto Aysén)   | Estados Unidos | 87 - 37      | Canadá | Chile          | 59 - 49 | Puerto Rico |
| 2021 | México · (León)          | Estados Unidos | 118 - 45     | Canadá | México         | 72 - 67 | Argentina   |
| 2023 | México · (Mérida)        | Estados Unidos | 79 - 59      | Canadá | Argentina      | 67 - 58 | Puerto Rico |
| 2025 | México · (Irapuato)      | Estados Unidos | 85 - 59      | Canadá | México         | 51 - 43 | Colombia    |

## Tabla de medallas
| Núm. | País           | Oro | Plata | Bronce | Total |
| ---- | -------------- | --- | ----- | ------ | ----- |
| 1    | Estados Unidos | 8   | 0     | 1      | 9     |
| 2    | Canadá         | 1   | 7     | 1      | 9     |
| 3    | Brasil         | 0   | 2     | 1      | 3     |
| 4    | Argentina      | 0   | 0     | 3      | 3     |
| 5    | México         | 0   | 0     | 2      | 2     |
| 6    | Chile          | 0   | 0     | 1      | 1     |

## Detalles de participación
| Equipo               | 2009 | 2011 | 2013 | 2015 | 2017 | 2019 | 2021 | 2023 | 2025 | Total |
| Argentina            | 3.º  | 5.º  | 7.º  | 6.º  | 3.º  | -    | 4.º  | 3.º  | 5.º  | 8     |
| Brasil               | 4.º  | 2.º  | 3.º  | 2.º  | -    | 6.º  | 6.º  | 6.º  | -    | 7     |
| Canadá               | 2.º  | 3.º  | 2.º  | 1.º  | 2.º  | 2.º  | 2.º  | 2.º  | 2.º  | 9     |
| Chile                | -    | -    | -    | -    | -    | 3.º  | 7.º  | -    | -    | 2     |
| Colombia             | -    | -    | -    | -    | 4.º  | -    | -    | 5.º  | 4.º  | 3     |
| Costa Rica           | -    | -    | 8.º  | -    | -    | -    | 8.º  | -    | -    | 2     |
| Cuba                 | -    | -    | -    | 5.º  | -    | -    | -    | -    | -    | 1     |
| Ecuador              | -    | -    | -    | -    | -    | 5.º  | -    | -    | -    | 1     |
| El Salvador          | -    | -    | -    | -    | -    | 8.º  | -    | -    | -    | 1     |
| Estados Unidos       | 1.º  | 1.º  | 1.º  | 3.º  | 1.º  | 1.º  | 1.º  | 1.º  | 1.º  | 9     |
| Guatemala            | 8.º  | 8.º  | -    | -    | -    | -    | -    | -    | -    | 2     |
| Honduras             | -    | -    | -    | 8.º  | -    | -    | -    | -    | -    | 1     |
| México               | 5.º  | 7.º  | 4.º  | 4.º  | 5.º  | 7.º  | 3.º  | 7.º  | 3.º  | 9     |
| Panamá               | -    | -    | -    | -    | -    | -    | -    | -    | 8.º  | 1     |
| Puerto Rico          | 6.º  | 4.º  | 5.º  | -    | 7.º  | 4.º  | 5.º  | 4.º  | 7.º  | 8     |
| República Dominicana | 7.º  | -    | -    | -    | 8.º  | -    | -    | 8.º  | -    | 3     |
| Venezuela            | -    | 6.º  | 6.º  | 7.º  | 6.º  | -    | -    | -    | 6.º  | 5     |

## Jugadora Más Valiosa
| Año  | Jugador Más Valioso    |
| ---- | ---------------------- |
| 2009 | Kaleena Mosqueda-Lewis |
| 2011 | Mercedes Russell       |
| 2013 | Asia Nashell Durr      |
| 2015 | Alyssa Jerome          |
| 2017 | Aliyah Boston          |
| 2019 | Payton Verhulst        |
| 2021 | JuJu Watkins           |
| 2023 | Jerzy Robinson         |
| 2025 | Ivanna Wilson          |